# أديتيا
أديتيا هو منتج أفلام وممثل هندي، ولد في 4 مايو 1978 في الهند.

## وصلات خارجية
- أديتيا على موقع IMDb (الإنجليزية)
- أديتيا على موقع قاعدة بيانات الفيلم (الإنجليزية)